# Wertykalna pozycja porodowa
Wertykalna pozycja porodowa – spionizowana i aktywna pozycja w zgodzie z fizjologią i ciałem kobiety, jaką przybiera rodząca w pierwszym i drugim okresie porodu. 
Wertykalna pozycja porodowa jest to każda inna pozycja niż pozycja leżąca – horyzontalna. Rodząca w trakcie porodu w pozycji wertykalnej może przybierać różne pozycje porodowe. Poród w pozycji wertykalnej jest porodem mobilnym, kobieta może w każdej chwili zmieniać swoje położenie. Pozycje zmieniają się też wraz z fazami porodu. Poród w pozycji wertykalnej przebiega szybciej i sprawniej niż w innych pozycjach porodowych oraz jest dla kobiet bardziej instynktowny, fizjologiczny.

## Pozycje wertykalne w drugim okresie porodu
Pozycja kuczna jest pozycją najbardziej fizjologiczną i najbardziej efektywną pozycją porodową. Przeć w kucki można przy drabinkach, łóżku porodowym, parapecie, umywalce lub z pomocą osoby towarzyszącej. Rodząca kuca z lekko rozstawionymi nogami. Ciężar jej ciała spoczywa na stopach płasko opartych o podłogę. Pozycja kuczna skraca kanał rodny i rozszerza go prawie o jedną trzecią objętości, ułatwiając schodzenie główki. Kucanie w początkowej fazie II okresu - przyspiesza obniżanie się główki dziecka.

## Zalety porodu w pozycji wertykalnej
- krótszy czas porodu,
- bardziej regularna i mniej bolesna czynność skurczowa,
- szybsze rozwieranie się szyjki macicy - w pozycji wertykalnej główka dziecka w naturalny sposób uciska na szyjkę macicy,
- ułatwione parcie - skierowany w dół kanał rodny zwiększa działanie siły grawitacji,
- zwiększona produkcja oksytocyny,
- ułatwiony oddech torem przeponowym,
- lepsze ukrwienie łożyska[1].